# Cyrtandra induta
Cyrtandra induta är en tvåhjärtbladig växtart som beskrevs av Asa Gray. Cyrtandra induta ingår i släktet Cyrtandra och familjen Gesneriaceae. Inga underarter finns listade i Catalogue of Life.